# コートニー・ホイットニー
コートニー・ホイットニー（Courtney Whitney,1897年5月20日 - 1969年3月21日）は、アメリカ合衆国の弁護士、第二次世界大戦におけるアメリカ陸軍の将官。戦後、占領軍・連合国軍最高司令官総司令部（GHQ）民政局の局長時代に、憲法草案制定会議の責任者として、日本国憲法草案作成を指揮した。

## 来歴

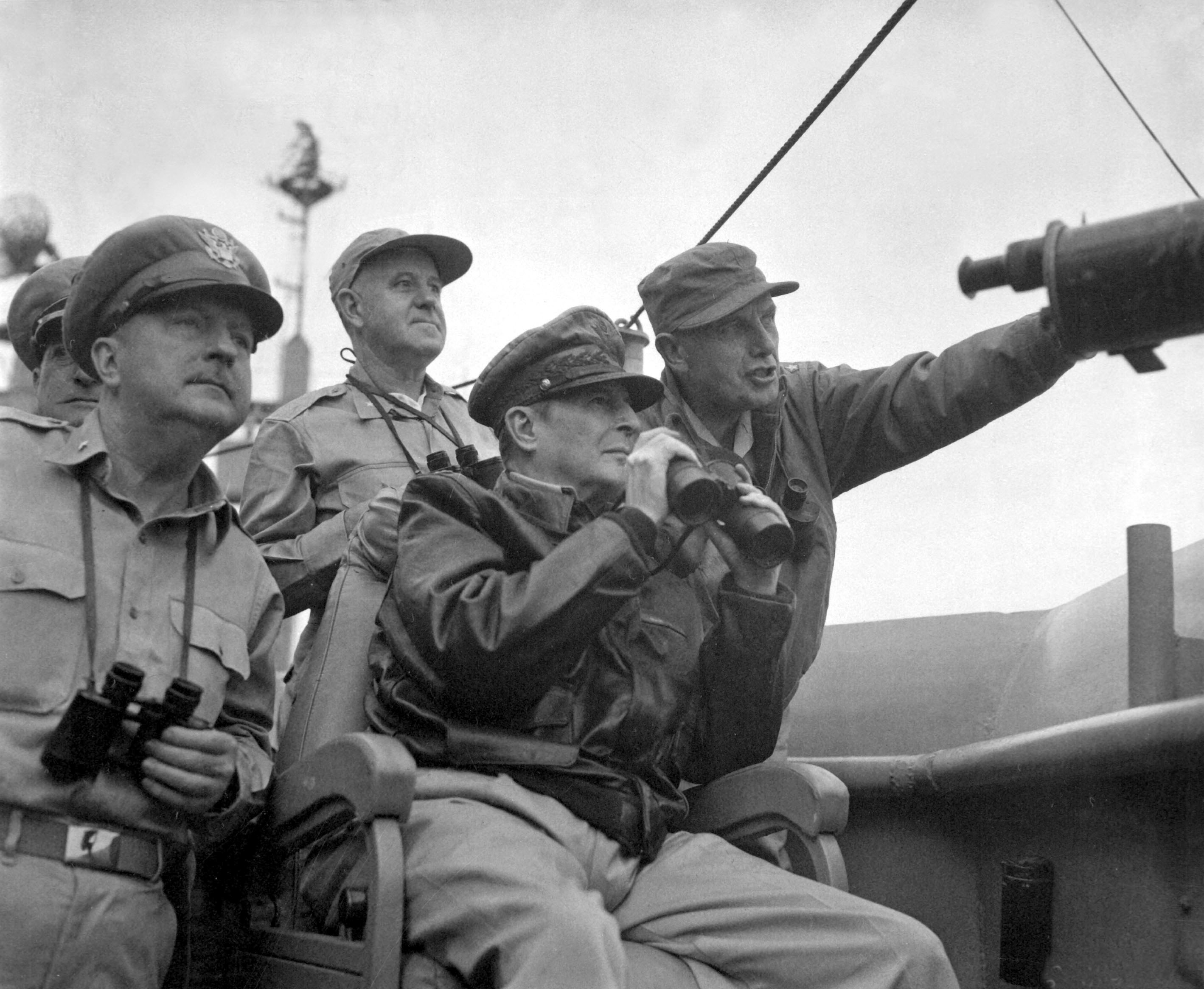
仁川上陸作戦を指揮するマッカーサー（中央）とホイットニー（左）

ワシントンD.C.に生まれ、1917年アメリカ陸軍に入隊。駐軍中にコロンビア・ナショナル・ロー・スクール（現・ジョージ・ワシントン大学）の夜間部に通い法務博士（Juris Doctor）を取得。1927年に除隊となり、その後1940年までマニラで法律事務所を開き、同時に鉱山などの事業活動を営む。
1940年に陸軍に復帰。日本軍によるフィリピン全土の掌握に対し、ダグラス・マッカーサーの指揮下、オーストラリアの基地からフィリピンの諜報活動を行ない対日ゲリラ活動を指揮して奪回作戦に従事。1944年に前線に復帰し、マッカーサーと共にレイテ湾に上陸した。マッカーサーの伝記を執筆したウィリアム・マンチェスターによると、この際に「マニラの超保守弁護士」のホイットニーはマッカーサーの参謀に選ばれ、フィリピンの民政責任者に任命されたという。また、マンチェスターによると、ホイットニーは資産家以外の全てのフィリピン人を見下し、「左翼ゲリラを支援する恐れがある」として南西太平洋における戦略諜報局の活動を禁止したという。
日本のポツダム宣言受諾後の1945年8月30日、マッカーサーとともに厚木基地から日本に入国。ホイットニーは一時期フィリピンに戻ったが、同年12月15日に再び来日して連合国軍最高司令官総司令部(GHQ/SCAP)で民政局(GS)の局長に着任、1946年2月3日のマッカーサーの指示によって翌2月4日、トップ・シークレットの憲法草案制定会議をGHQ内に設置しこれを主宰、以後、日本政府に手交するまでの期間、日本国憲法の草案作成を指揮した。
ホイットニーは、日本の占領中から朝鮮戦争までを通じ、側近としてマッカーサーに仕え、その懐刀として活躍した。1951年にハリー・S・トルーマンと対立したマッカーサーの更迭・退任後、ホイットニーは退役。1956年には、著書『 MacArthur - His Rendezvous with History 』（『日本におけるマッカーサー 彼はわれわれに何を残したか』（抄訳：毎日新聞社外信部訳、毎日新聞社, 1957年））が出版されている。
1969年、死去。

## 憲法草案
1946年2月3日、マッカーサーは憲法改正の必須要件（いわゆる「マッカーサー三原則」）をコートニー・ホイットニーGHQ民政局長に示し1週間以内に憲法改正案の作成を指示し、翌日から民政局内で作業が開始された。ホイットニーが指揮して作成されたいわゆる「マッカーサー草案」は同年2月12日に完成し、2月13日、ホイットニー自らの手で、麻布の外務大臣官邸において吉田茂と憲法担当国務大臣・松本烝治に手交。
同時にホイットニーは、松本烝治から提出されていた憲法改正要綱（松本甲案）は、「自由と民主主義の文書として、最高司令官が受け容れることは全く不可能」との申し入れを行なった。この手交時に日本政府側の出席者に対して「案を飲まなければ天皇を軍事裁判にかける」「我々は原子力の日光浴をしている」などの恫喝的言動をした。
日本政府は、手交されたGHQ草案に沿って憲法改正方針を決定し、日本案（3月2日案）を作成した。3月2日案は、「恰モ毬（いが）ノママノ栗ノ如ク到底之ヲ呑ミ込ムコト能ハ」ないGHQ草案を、「一応大ナル毬ヲ取リ一部皮ヲ剥ク程度」にしたものであった（松本烝治手記）。
1946年3月4日午前10時、日本政府とGHQは、皇居の壕端に位置する第一生命ビル（旧日本軍東部軍管区司令部、千代田区有楽町）6階の民政局において、草案作成の責任者・ホイットニー臨席の下、草案（松本甲案）の協議を開始、日本政府がGHQ草案の日本語訳を用意していたことが判明した時点で、協議はGHQ草案の検討に移行した。午後6時ごろ、夜が明けるまでの間に確定草案（ファイナル・ドラフト）を仕上げたいとするGHQの意向により、協議は夜を徹して行なわれ、協議開始から32時間後の翌3月5日午後3時ごろに終了、確定草案が出来上がった。協議の末に確定された日本国憲法草案を、日本政府は3月6日午後5時に憲法改正草案要綱として発表した。